# Лозівський
Лозівський (до 1954 — «Восьма стройка») — селище в Україні, у Зимогір'ївській міській громаді Алчевського району Луганської області. Населення становить 5 146 осіб. До 2020 - орган місцевого самоврядування — Лозівська селищна рада.
Знаходиться на тимчасово окупованій території України
Відповідно до Розпорядження Кабінету Міністрів України від 12 червня 2020 року № 717-р «Про визначення адміністративних центрів та затвердження територій територіальних громад Луганської області» увійшло до складу Зимогір'ївської міської громади.

## Географія
Селище знаходиться біля місця впадання річки Лозова в річку Лугань. Найближчі населені пункти - селища Криворіжжя на заході, Карпати на південному заході, Лотикове на південному сході, місто Зимогір'я на північному сході, село Хороше на півночі, селище Яснодольськ на північному заході. У межах селища залізниці-станція Слов'яносербськ.

## Історичні відомості
Утворено 1949 для будівництва копальні «Черкаська-Північна № 1» з тимчасовою назвою 8 стройка.
Статус селища міського типу надано 1954 року зі зміною назви, що походить від річки Лозова.

## Релігія
На території смт Лозівського розташований Свято-Преображенський храм та каплиця на честь св. великомучениці Варвари (УПЦ МП). Настоятель — протоієрей Валерій Лисенко.